# بادخورک راتشیلد

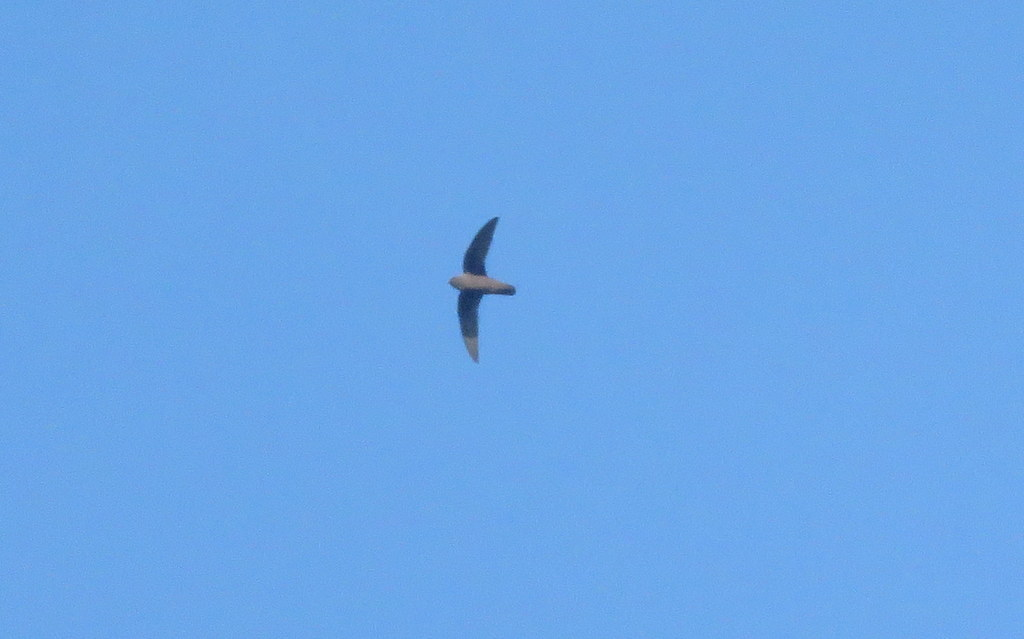
بادقپک راتشیلد

بادقپک راتشیلد (نام علمی: Cypseloides rothschildi) نام یک گونه از سرده آوندوارها است.